# Sangxixiang (ort i Kina, Shaanxi, lat 33,20, long 108,01)
Sangxixiang är en ort i Kina. Den ligger i provinsen Shaanxi, i den nordvästra delen av landet, omkring 140 kilometer sydväst om provinshuvudstaden Xi'an. Antalet invånare är 7 713. Befolkningen består av 3 372 kvinnor och 4 341 män. Barn under 15 år utgör 16,0 %, vuxna 15-64 år 71 %, och äldre över 65 år 11,0 %.
Runt Sangxixiang är det ganska tätbefolkat, med 96 invånare per kvadratkilometer. Närmaste större samhälle är Huangjinxiazhen, 15,0 km väster om Sangxixiang. I omgivningarna runt Sangxixiang växer i huvudsak blandskog.
Genomsnittlig årsnederbörd är 1 075 millimeter. Den regnigaste månaden är juli, med i genomsnitt 217 mm nederbörd, och den torraste är december, med 2 mm nederbörd.